# Labrikiyne
Labrikiyne (en àrab لبريكيين, Labrīkiyīn; en amazic ⵍⴱⵕⵉⴽⵢⵢⵉⵏ) és una comuna rural de la província de Rehamna, a la regió de Marràqueix-Safi, al Marroc. Segons el cens de 2014 tenia una població total de 11.619 persones.